# Локогранде (Трапани)
Локогранде је насеље у Италији у округу Трапани, региону Сицилија.
Према процени из 2011. у насељу је живело 909 становника. Насеље се налази на надморској висини од 26 м.